# Espasme muscular
Un espasme muscular és una contracció brusca, violenta i involuntària d'un múscul o grup de músculs, que pot fer que s'endureixin o abultin. Pot produir contractures. Quan ocorre a l'abdomen, pot provocar vòmits. Alguns espasmes habituals inofensius són la tos i el singlot, però també n'hi ha d'altres provocats per malalties, com alguns tipus d'epilèpsia o la fibromiàlgia.